# Oma's aan de top
Oma's aan de top is de derde single van het album Alle kleuren van de meidengroep K3. De single kwam uit in 2000.
De hoogste positie in Vlaamse Ultratop 50 en de Vlaamse Radio 2 Top 30 is een vierde plaats. In Nederland werd het nummer gekoppeld als dubbele A-kant aan de single Blub, ik ben een vis en kreeg in 2001 een hitnotering in de Nederlandse hitlijsten. De hoogste positie in Nederlandse Single Top 100 was een elfde plaats en kwam tot nummer 18 in de Nederlandse Top 40.
In 2007 is bekend geworden dat bij achteruit afspelen hiervan "grote massamoord" en "godverdomme leuk" te horen zouden zijn. K3 heeft laten weten dat dit op volkomen toeval berust.

## Tracklist
1. Oma's aan de top (3:23)
2. Oma's aan de top (instrumentaal) (3:23)

## Hitnoteringen

### Nederlandse Top 40
| Hitnotering: 13-10-2001 t/m 15-12-2001 | Hitnotering: 13-10-2001 t/m 15-12-2001 | Hitnotering: 13-10-2001 t/m 15-12-2001 | Hitnotering: 13-10-2001 t/m 15-12-2001 | Hitnotering: 13-10-2001 t/m 15-12-2001 | Hitnotering: 13-10-2001 t/m 15-12-2001 | Hitnotering: 13-10-2001 t/m 15-12-2001 | Hitnotering: 13-10-2001 t/m 15-12-2001 | Hitnotering: 13-10-2001 t/m 15-12-2001 | Hitnotering: 13-10-2001 t/m 15-12-2001 | Hitnotering: 13-10-2001 t/m 15-12-2001 | Hitnotering: 13-10-2001 t/m 15-12-2001 |
| Week:                                  | 1                                      | 2                                      | 3                                      | 4                                      | 5                                      | 6                                      | 7                                      | 8                                      | 9                                      | 10                                     |                                        |
| -------------------------------------- | -------------------------------------- | -------------------------------------- | -------------------------------------- | -------------------------------------- | -------------------------------------- | -------------------------------------- | -------------------------------------- | -------------------------------------- | -------------------------------------- | -------------------------------------- | -------------------------------------- |
| Positie:                               | 33                                     | 20                                     | 19                                     | 18                                     | 21                                     | 22                                     | 29                                     | 20                                     | 20                                     | 28                                     | uit                                    |

### NederlandseSingle Top 100
| Hitnotering: 06-10-2001 t/m 16-02-2002 | Hitnotering: 06-10-2001 t/m 16-02-2002 | Hitnotering: 06-10-2001 t/m 16-02-2002 | Hitnotering: 06-10-2001 t/m 16-02-2002 | Hitnotering: 06-10-2001 t/m 16-02-2002 | Hitnotering: 06-10-2001 t/m 16-02-2002 | Hitnotering: 06-10-2001 t/m 16-02-2002 | Hitnotering: 06-10-2001 t/m 16-02-2002 | Hitnotering: 06-10-2001 t/m 16-02-2002 | Hitnotering: 06-10-2001 t/m 16-02-2002 | Hitnotering: 06-10-2001 t/m 16-02-2002 | Hitnotering: 06-10-2001 t/m 16-02-2002 | Hitnotering: 06-10-2001 t/m 16-02-2002 | Hitnotering: 06-10-2001 t/m 16-02-2002 | Hitnotering: 06-10-2001 t/m 16-02-2002 | Hitnotering: 06-10-2001 t/m 16-02-2002 | Hitnotering: 06-10-2001 t/m 16-02-2002 | Hitnotering: 06-10-2001 t/m 16-02-2002 | Hitnotering: 06-10-2001 t/m 16-02-2002 | Hitnotering: 06-10-2001 t/m 16-02-2002 | Hitnotering: 06-10-2001 t/m 16-02-2002 |
| Week:                                  | 1                                      | 2                                      | 3                                      | 4                                      | 5                                      | 6                                      | 7                                      | 8                                      | 9                                      | 10                                     | 11                                     | 12                                     | 13                                     | 14                                     | 15                                     | 16                                     | 17                                     | 18                                     | 19                                     |                                        |
| -------------------------------------- | -------------------------------------- | -------------------------------------- | -------------------------------------- | -------------------------------------- | -------------------------------------- | -------------------------------------- | -------------------------------------- | -------------------------------------- | -------------------------------------- | -------------------------------------- | -------------------------------------- | -------------------------------------- | -------------------------------------- | -------------------------------------- | -------------------------------------- | -------------------------------------- | -------------------------------------- | -------------------------------------- | -------------------------------------- | -------------------------------------- |
| Positie:                               | 27                                     | 14                                     | 12                                     | 11                                     | 12                                     | 16                                     | 16                                     | 13                                     | 12                                     | 11                                     | 11                                     | 21                                     | 24                                     | 25                                     | 34                                     | 40                                     | 49                                     | 71                                     | 80                                     | uit                                    |

### VlaamseUltratop 50
| Hitnotering: 09-12-2000 t/m 10-03-2001 | Hitnotering: 09-12-2000 t/m 10-03-2001 | Hitnotering: 09-12-2000 t/m 10-03-2001 | Hitnotering: 09-12-2000 t/m 10-03-2001 | Hitnotering: 09-12-2000 t/m 10-03-2001 | Hitnotering: 09-12-2000 t/m 10-03-2001 | Hitnotering: 09-12-2000 t/m 10-03-2001 | Hitnotering: 09-12-2000 t/m 10-03-2001 | Hitnotering: 09-12-2000 t/m 10-03-2001 | Hitnotering: 09-12-2000 t/m 10-03-2001 | Hitnotering: 09-12-2000 t/m 10-03-2001 | Hitnotering: 09-12-2000 t/m 10-03-2001 | Hitnotering: 09-12-2000 t/m 10-03-2001 | Hitnotering: 09-12-2000 t/m 10-03-2001 | Hitnotering: 09-12-2000 t/m 10-03-2001 | Hitnotering: 09-12-2000 t/m 10-03-2001 |
| Week:                                  | 1                                      | 2                                      | 3                                      | 4                                      | 5                                      | 6                                      | 7                                      | 8                                      | 9                                      | 10                                     | 11                                     | 12                                     | 13                                     | 14                                     |                                        |
| -------------------------------------- | -------------------------------------- | -------------------------------------- | -------------------------------------- | -------------------------------------- | -------------------------------------- | -------------------------------------- | -------------------------------------- | -------------------------------------- | -------------------------------------- | -------------------------------------- | -------------------------------------- | -------------------------------------- | -------------------------------------- | -------------------------------------- | -------------------------------------- |
| Positie:                               | 39                                     | 9                                      | 5                                      | 4                                      | 4                                      | 7                                      | 9                                      | 13                                     | 16                                     | 19                                     | 25                                     | 32                                     | 38                                     | 47                                     | uit                                    |

### VlaamseRadio 2 Top 30
| Hitnotering: 16-12-2000 t/m 17-02-2001 | Hitnotering: 16-12-2000 t/m 17-02-2001 | Hitnotering: 16-12-2000 t/m 17-02-2001 | Hitnotering: 16-12-2000 t/m 17-02-2001 | Hitnotering: 16-12-2000 t/m 17-02-2001 | Hitnotering: 16-12-2000 t/m 17-02-2001 | Hitnotering: 16-12-2000 t/m 17-02-2001 | Hitnotering: 16-12-2000 t/m 17-02-2001 | Hitnotering: 16-12-2000 t/m 17-02-2001 | Hitnotering: 16-12-2000 t/m 17-02-2001 | Hitnotering: 16-12-2000 t/m 17-02-2001 | Hitnotering: 16-12-2000 t/m 17-02-2001 |
| Week:                                  | 1                                      | 2                                      | 3                                      | 4                                      | 5                                      | 6                                      | 7                                      | 8                                      | 9                                      | 10                                     |                                        |
| -------------------------------------- | -------------------------------------- | -------------------------------------- | -------------------------------------- | -------------------------------------- | -------------------------------------- | -------------------------------------- | -------------------------------------- | -------------------------------------- | -------------------------------------- | -------------------------------------- | -------------------------------------- |
| Positie:                               | 9                                      | 5                                      | 4                                      | 4                                      | 7                                      | 9                                      | 13                                     | 16                                     | 19                                     | 25                                     | uit                                    |